# Rhabdomastix usuriensis
Rhabdomastix usuriensis là một loài ruồi trong họ Limoniidae. Chúng phân bố ở miền Cổ bắc.